# Cerro San Antonio
El Cerro San Antonio o Cerro del Inglés és un turó que es troba al sud del departament de Maldonado, a l'Uruguai. Pertany a la localitat de Piriápolis i té una alçada de 130 msnm.

## Ascens
Té un sistema de telecadires pel qual es pot arribar al cim. També, ja que els seus vessants no són molt pronunciats, es pot accedir en cotxe, per una ruta que puja al turó. Camí al cim es troba la Mare de Déu dels Pescadors, a uns 70 metres d'alçada, sobre un petit pedestal que mira cap a la mar. Sota la imatge d'aquesta Mare de Déu es troba la pedra fonamental de la ciutat de Piriápolis.

## Cim
Al cim es troba el temple de San Antonio, la imatge de terracota va ser portada de Milà, i un petit parador amb piscina. A més des d'allà hi ha un gran paisatge, cap a l'oest es pot veure la badia del port amb el centre de la ciutat de Piriápolis i les serres a l'horitzó, cap al nord el proper Cerro del Toro, el Pan de Azúcar i d'altres menors, i cap a l'est l'entrada rocosa que conforma la Punta Colorada amb les seves residències.